# Cell Ausaille
Cell Ausaille (łac. Dioecesis Cellae Sancti Auxilii) – stolica historycznej diecezji w Irlandii, erygowanej ok. 450, a zlikwidowanej w roku 1152. Współcześnie miejscowość Killossy w prowincji Leinster. Obecnie katolickie biskupstwo tytularne.

## Biskupi tytularni
| Lp. | Biskup                 | Funkcja                                               | Od               | Do             |
| --- | ---------------------- | ----------------------------------------------------- | ---------------- | -------------- |
| 1   | James Monaghan         | biskup pomocniczy Saint Andrews i Edynburga (Szkocja) | 24 kwietnia 1970 | 3 czerwca 1994 |
| 2   | Donal McKeown          | biskup pomocniczy Down i Connor (Irlandia)            | 22 lutego 2001   | 25 lutego 2014 |
| 3   | David Gerard O’Connell | biskup pomocniczy Los Angeles (USA)                   | 21 lipca 2015    | 18 lutego 2023 |
| 4   | Donal Roche            | biskup pomocniczy Dublina (Irlandia)                  | 5 marca 2024     |                |